# 呂阿墉
呂阿墉（1900年10月16日—1946年）是台灣法官（當時稱為判事），台北萬華有明町出身，日治時代至戰後初期在日本內地擔任法官，卒於任內。號晚村。

## 略歷
淡水中學、仙台舊制第二高等學校畢業。1925年12月東京帝國大學法學部在學中，通過文官高等試驗司法科合格，1926年自東京帝國大學法學部畢業。1929年5月任東京地方裁判所司法官試補，翌年12月任該裁判所預備判事。1932年12月轉任前橋地方裁判所高崎支部判事。1937年10月任前橋地方裁判所判事。1939年5月轉任橫濱地方裁判所判事，正六位勳六等。1946年逝於日本。